# INSIG1
INSIG1 (англ. Insulin induced gene 1) – білок, який кодується однойменним геном, розташованим у людей на короткому плечі 7-ї хромосоми. Довжина поліпептидного ланцюга білка становить 277 амінокислот, а молекулярна маса — 29 987.
| 10         |  | 20         |  | 30         |  | 40         |  | 50         |
| ---------- |  | ---------- |  | ---------- |  | ---------- |  | ---------- |
| MPRLHDHFWS |  | CSCAHSARRR |  | GPPRASAAGL |  | AAKVGEMINV |  | SVSGPSLLAA |
| HGAPDADPAP |  | RGRSAAMSGP |  | EPGSPYPNTW |  | HHRLLQRSLV |  | LFSVGVVLAL |
| VLNLLQIQRN |  | VTLFPEEVIA |  | TIFSSAWWVP |  | PCCGTAAAVV |  | GLLYPCIDSH |
| LGEPHKFKRE |  | WASVMRCIAV |  | FVGINHASAK |  | LDFANNVQLS |  | LTLAALSLGL |
| WWTFDRSRSG |  | LGLGITIAFL |  | ATLITQFLVY |  | NGVYQYTSPD |  | FLYIRSWLPC |
| IFFSGGVTVG |  | NIGRQLAMGV |  | PEKPHSD    |  |            |  |            |

A: Аланін

C: Цистеїн

D: Аспарагінова кислота

E: Глутамінова кислота

F: Фенілаланін

G: Гліцин

H: Гістидин

I: Ізолейцин

K: Лізин

L: Лейцин

M: Метіонін

N: Аспарагін

P: Пролін

Q: Глутамін

R: Аргінін

S: Серин

T: Треонін

V: Валін

W: Триптофан

Задіяний у таких біологічних процесах, як метаболізм ліпідів, метаболізм холестеролу, метаболізм стероїдів, метаболізм стеролів, альтернативний сплайсинг. 
Локалізований у мембрані, ендоплазматичному ретикулумі.